# Michael Mintenko
Michael Mintenko –conocido como Mike Mintenko– (Moose Jaw, 7 de noviembre de 1975) es un deportista canadiense que compitió en natación, especialista en el estilo libre. Está casado con la nadadora Lindsay Benko.
Ganó una medalla de plata en el Campeonato Mundial de Natación de 2005 y una medalla de bronce en el Campeonato Mundial de Natación en Piscina Corta de 2004, ambas en la prueba de 4 × 100 m libre.
Participó en dos Juegos Olímpicos de Verano, en los años 2000 y 2004, ocupando el sexto lugar en Sídney 2000, en la prueba de 4 × 100 m estilos.

## Palmarés internacional
| Campeonato Mundial                  | Campeonato Mundial            | Campeonato Mundial | Campeonato Mundial |
| Año                                 | Lugar                         | Medalla            | Prueba             |
| ----------------------------------- | ----------------------------- | ------------------ | ------------------ |
| 2005                                | Montreal (Canadá)             | Medalla de plata   | 4 × 100 m libre    |
| Campeonato Mundial en Piscina Corta |                               |                    |                    |
| Año                                 | Lugar                         | Medalla            | Prueba             |
| 2004                                | Indianápolis (Estados Unidos) | Medalla de bronce  | 4 × 100 m libre    |